# 合掌捻り
合掌捻り（がっしょうひねり）とは、相撲の日本相撲協会制定決まり手八十二手、捻り手の一つである。

## 概要
相手の首の後側で両手を、または胴体の後側で掛け手が上手と差し手を組んで合掌をし、上手側にひねり倒す技とされている。合掌の仕方は左右の指を交互に組合す場合や互いに指を曲げて組合す場合（インディアングリップ）がある。
幕内では3度以上、記録されており、1963年1月場所10日目で清勢川が若鳴門に、1965年11月場所9日目で大心が前田川に、2022年11月場所9日目に玉鷲が宇良に、それぞれ決めている。また、十両では2度記録されており、1966年1月場所5日目で房錦が陸奥嵐に、1987年9月場所12日目で琴富士が南海龍に、それぞれ決めている。
書籍『相撲四十八手』（1974年）によると相手の首の後側で両手を組む合掌捻りはかつては徳利投げに含まれていた。相手の頭部だけを抱える。

## 合掌投
合掌投（がっしょうなげ）は相手の胴体の後側で上手と差し手を組んで合掌をし、左上手で相手の右肩を抑え右差し手で掬い投げる合掌捻りの替手。日本相撲協会制定決まり手八十二手には含まれていない。

## 腹投
腹投（はらなげ）は相手の胴体の後側で上手と差し手を組んで合掌をし、腹に相手を乗せて背後に反り投げる合掌捻り。投げ手である。レスリングの首反り投げ（くびそりなげ）、プロレスのスロイダーに相当する。日本相撲協会制定決まり手八十二手には含まれていない。別名襷の腹投げ（たすきのはらなげ）、狸の腹投げ（たぬきのはらなげ）、手ぬきの腹投げ（たぬきのはらなげ）。

## 経緯
徳利投げは1957年の日本相撲協会による決まり手の制定から2000年12月にまでの間、「合掌捻り」と呼び表されていた。2000年12月に行われた決まり手の改定から分離独立した。